# Họ Cua bơi
Họ Cua bơi hay họ Cua ghẹ (danh pháp khoa học: Portunidae) là một họ chứa các loài cua bơi trong bộ giáp xác mười chân. Nó bao gồm nhiều loài cua sống ven biển được nhiều người biết đến, chẳng hạn cua xanh Đại Tây Dương (Callinectes sapidus), ghẹ xanh (Portunus pelagicus), ghẹ hoa (Charybdis cruciata), ghẹ natato (Charybdis natator), cua xanh (Scylla paramamosain) v.v... Hai chi trong họ được đặt tên tương phản nhau là Scylla và Charybdis, theo tên các quái vật biển trong thần thoại Hy Lạp sống trong các đá đối diện nhau ở eo biển Messina là Scylla và Charybdis. Chi Scylla chứa một vài loài quan trọng về kinh tế là Scylla serrata và Scylla paramamosain.

## Đặc điểm
Các loài cua bơi có mắt phát triển để nhìn được mọi phía, đôi chân bò thứ năm thì phát triển thành mái chèo, sinh sản hữu tính, đẻ và ấp trứng dưới bụng.

## Phân loại
Phân loại dưới đây lấy theo Spiridonov et al. (2014), Davie P. J. F. et al. (2015b), Evans N. (2018):
- Phân họ Carupinae Paulson, 1875 s.l
  - Carupa
  - Catoptrus
  - Kume[5]
  - Libystes
  - Richerellus
  - Pele[6]
  - Laleonectes
  - Atoportunus. Có thể cùng với Laleonectes và Ereonectes xếp riêng thành phân họ Atoportuninae.
  - Ereonectes: tuyệt chủng.
- Phân họ Lupocyclinae Paulson, 1875
  - Lupocyclus
  - Carupella
  - Lupocycloporus. Nguyên là Portunus (Lupocycloporus).
- Phân họ Necronectinae Glaessner, 1928
  - Scylla
  - Sanquerus
- Phân họ Podophthalminae Stimpson, 1860
  - Euphylax
  - Podophthalmus (gồm cả Vojmirophthalmus).
- Phân họ Portuninae Rafinesque, 1815: Có thể gồm ít nhất là 3 nhánh.
  - Nhánh I: Portuninae sensu stricto.
    - Portunus, bao gồm loài điển hình P. pelagicus (P. armatus) và một vài loài Portunus (Portunus) khác.
    - Arenaeus
    - Callinectes

  - Nhánh II: Portuninae sensu lato.
    - Portunus (Achelous)
    - Portunus (Portunus): Một vài loài.
    - Lupella

  - Nhánh III: Portuninae sensu lato.
    - Portunus (Cycloachelous)
    - Cavoportunus[7][8]
    - Portunus (Monomia)
    - Portunus (Xiphonectes)
- Phân họ Thalamitinae Paulson, 1875
  - Cronius. Theo truyền thống thường xếp trong phân họ Portuninae.
  - Thalamitoides
  - Gonioinfradens
  - Goniosupradens
  - Charybdis (gồm cả Gonioneptunus, Goniohellenus)
  - Thalamonyx
  - Thalamita: Có thể tách thành 4 nhánh đơn ngành, trong đó nhánh IV là Thranita liệt kê dưới đây.
  - Thranita (Thalamita s.l. nhánh IV).
  - Zygita: Tách ra từ Thalamita s.l. Có thể xếp trong phân tông Caphyrina.
  - Trierarchus: Tách ra từ Thalamita s.l. Có thể xếp trong phân tông Caphyrina.
  - Caphyra: Nguyên xếp trong phân họ Caphyrinae Paulson, 1875, là phân họ chứa các loài cua cộng sinh với tảo, hải quỳ, động vật da gai và san hô mềm, nhưng khi đó cả Caphyrinae và Thalamitinae đều cận ngành. Tạm thời coi là phân tông Caphyrina trong phân họ Thalamitinae.
  - Lissocarcinus: Nguyên xếp trong phân họ Caphyrinae.

### Chuyển đi
Chi Coelocarcinus trước đây xếp trong phân họ Caphyrinae, nay được coi là thuộc họ Carcinidae.

## Hình ảnh

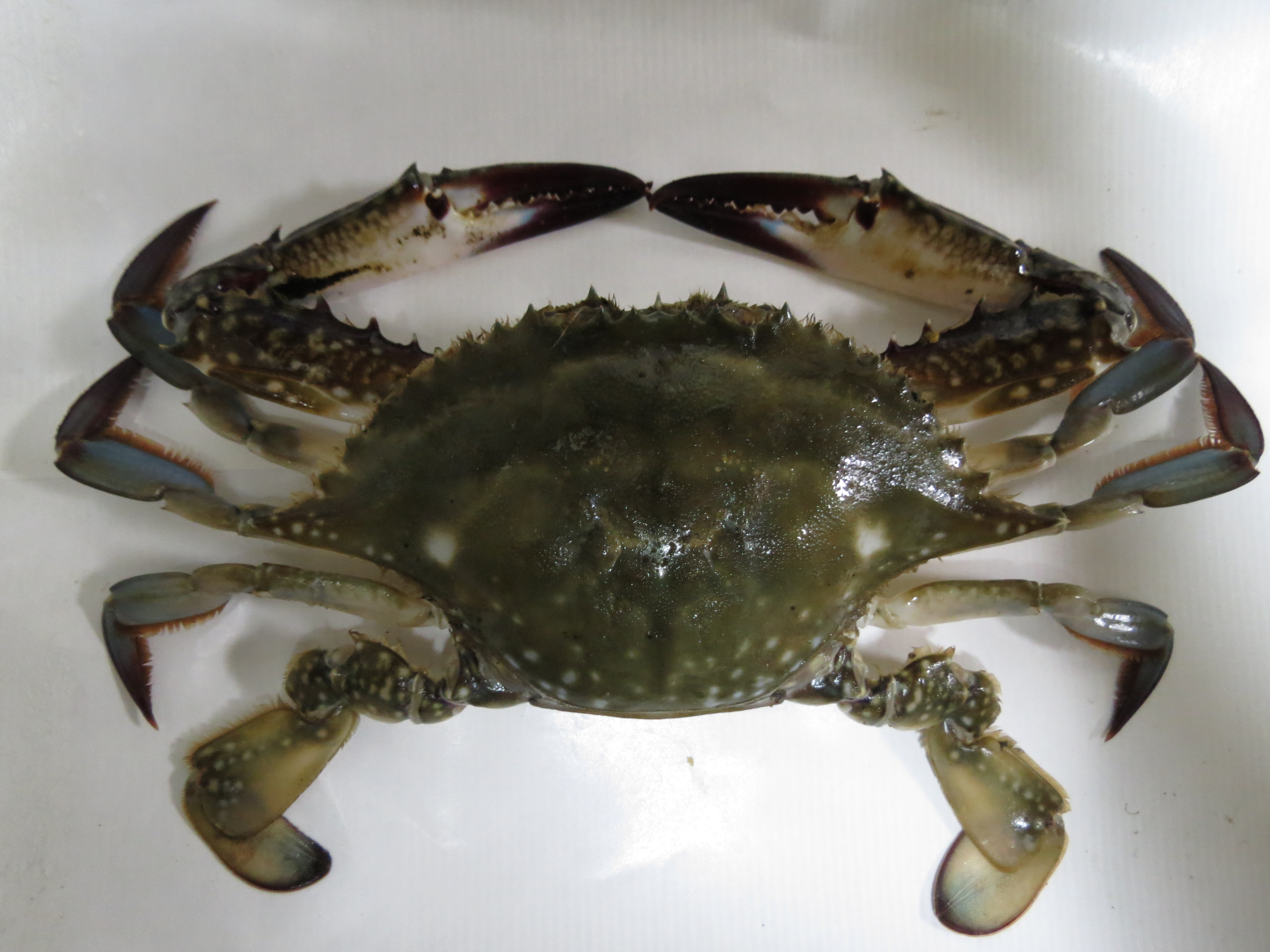
Ghẹ chấm.